# Поліція Капітолія США

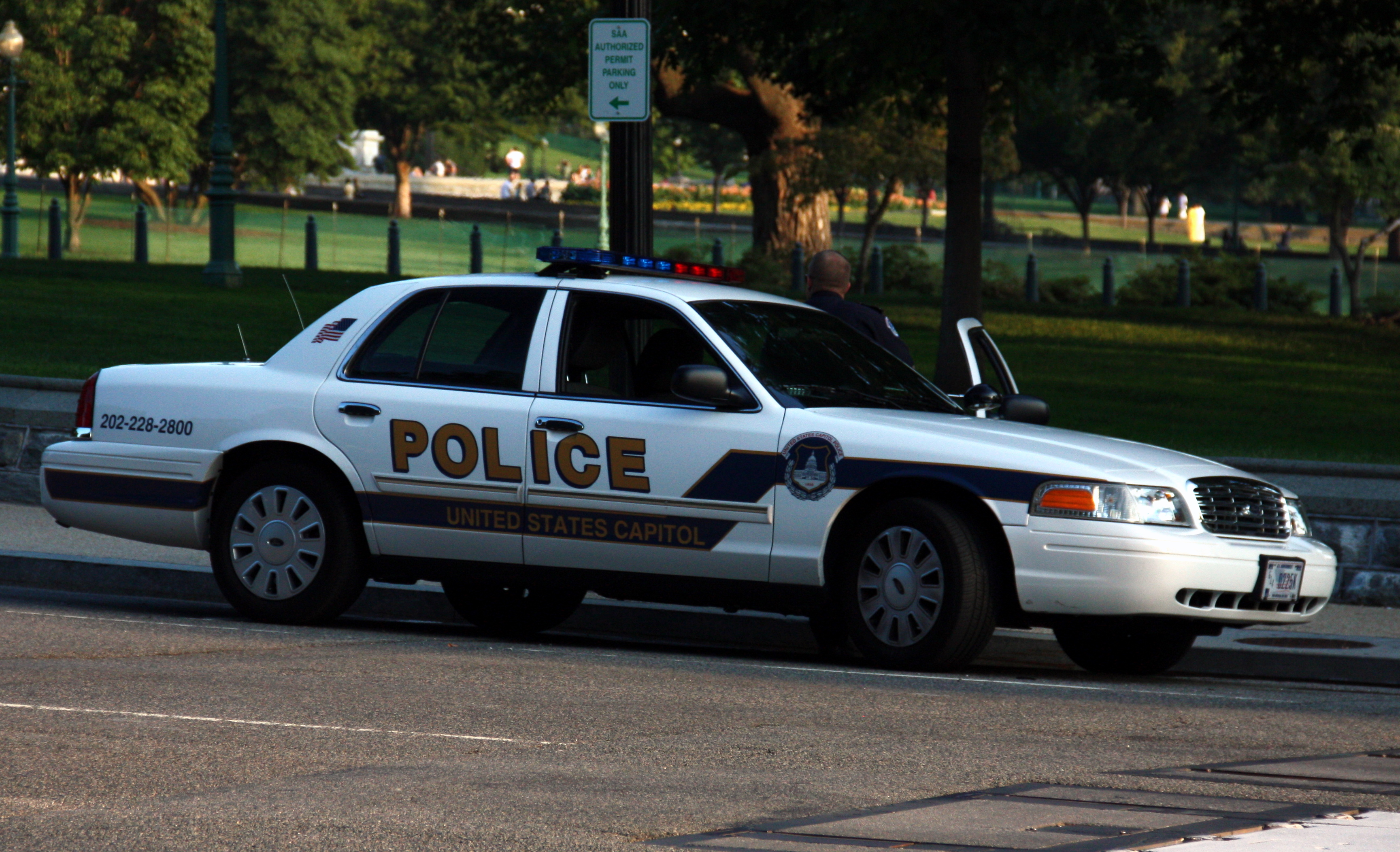
Поліцейський автомобіль

Поліція Капітолія США (англ. United States Capitol Police, USCP) — федеральний правоохоронний орган, якому доручено охороняти Конгрес США в окрузі Колумбія та на всій території Сполучених Штатів.
Поліція Капітолія несе відповідальність за захист життів конгресменів, а також майно Конгресу. Крім того, вона займається запобіганням і розслідуванням злочинів, відповідає за дотримання правил дорожнього руху в усьому комплексі будівель конгресу США, в парках та на вулицях.
Поліція має виключну юрисдикцію на всій території, що належить Конгресу США. Офіцери поліції Капітолія США також мають юрисдикцію у всьому окрузі Колумбія для прийняття примусових заходів, якщо злочин відбувається на їхніх очах. Вони захищають членів і співробітників Конгресу та їхні родини на всій території Сполучених Штатів. При виконанні цієї функції поліція Капітолія США має юрисдикцію на всій території США.

## Звання
| Назва                | Знак |
| -------------------- | ---- |
| Начальник поліції    |      |
| Помічник начальника  |      |
| Заступник начальника |      |
| Інспектор            |      |
| Капітан              |      |
| Лейтенант            |      |
| Сержант              |      |
| Детектив             |      |
| Технік               |      |
| Рекрут               |      |
| Рядовий (стажировка) |      |
| Рядовий              |      |